# ECCO

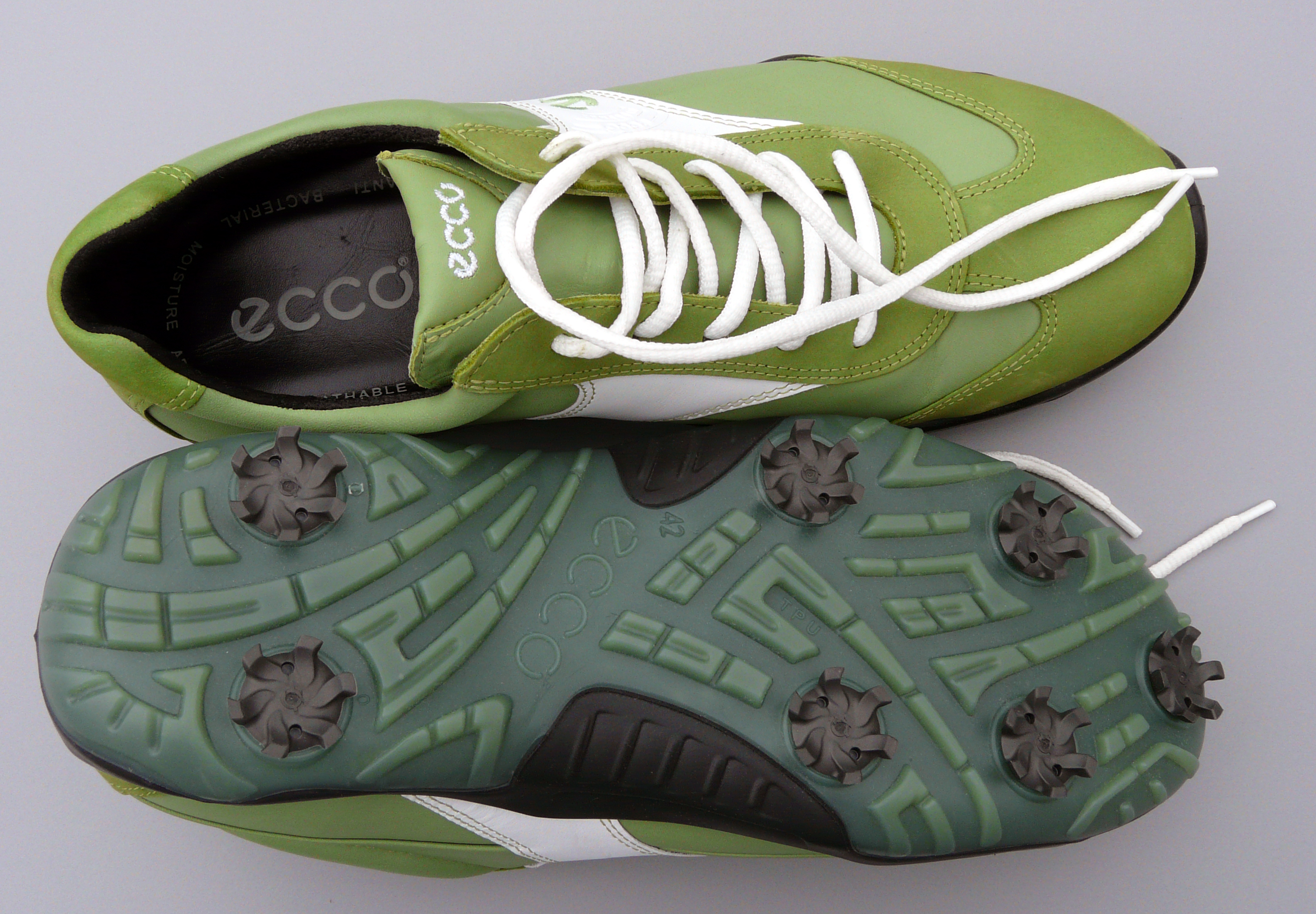
Para obuwia sportowego firmy ECCO

ECCO Sko A/S – duńskie przedsiębiorstwo zajmujące się produkcją obuwia, założone w 1963 roku w Bredebro przez Karla Toosby.
Obecnie posiada ponad 3000 sklepów na całym świecie, w których są sprzedawane buty męskie, damskie i dziecięce. Firma wytwarza około 12 milionów par butów rocznie w fabrykach zlokalizowanych w:
- Holandii,
- Indonezji,
- Portugalii,
- Tajlandii,
- Indiach,
- ChRL.